# Chalcopsitta
Chalcopsitta é um género de papagaio da família Psittacidae.
Este género contém as seguintes espécies:
- Lóris-cardinal, Chalcopsitta cardinalis
- Lóris-castanho, Chalcopsitta duivenbodei
- Lóris-listrado-amarelo, Chalcopsitta sintillata
- Lóris-negro, Chalcopsitta atra

https://avibase.bsc-eoc.org/species.jsp?avibaseid=5059CD94F6123381
https://avibase.bsc-eoc.org/species.jsp?avibaseid=5059CD94F6123381
https://avibase.bsc-eoc.org/species.jsp?lang=PT&avibaseid=80AE9E7920851375
https://avibase.bsc-eoc.org/species.jsp?lang=PT&avibaseid=EE382415A2C9D415